# Portachuelo
Portachuelo è un comune (municipio in spagnolo) della Bolivia nella provincia di Sara (dipartimento di Santa Cruz) con 13 672 abitanti (dato 2010). 
Fu fondata come Purísima Concepción de Portachuelo nel 1770, su mandato del vescovo di Santa Cruz de la Sierra.
La cittadina ha strade principalmente in terra battuta e ampie case costituite dal solo piano terra. 
La popolazione è composta dal tipico meticciato dell'oriende della Bolivia, i camba, e una popolazione bianca di più stretta origine europea.
Il clima della città è tropicale, con una stagione maggiormente piovosa tra i mesi di dicembre ed aprile.
La cittadina possiede una rete televisiva locale, Telesar, e una cooperativa per la distribuzione dell'acqua potabile.
La festa patronale si festeggia l'8 dicembre, con sfliate civiche e i tipici giochi popolari, tra i quali il "juego del Chivo" (gioco del caprone), sulle spiagge del rio Gűendá, tra i contadini camba a cavallo. Importante anche la festa nazionale del miele, nella limitrofe comunità di Gaveta, dove vengono venduti i prodotti apicoli ottenuti sia da specie domestiche di api sia dalle specie selvatiche locali.

## Cantoni
Il comune è suddiviso in 3 cantoni:
- Portachuelo
- La Estrella
- San Ignacio del Sara